# Elseya novaeguineae
Elseya novaeguineae is een schildpad uit de familie slangenhalsschildpadden (Chelidae).

## Naam en indeling
De wetenschappelijke naam van de soort werd voor het eerst voorgesteld door Adolf Bernhard Meyer in 1874. Oorspronkelijk werd de schildpad beschreven als Platemys novae-guineae. De soort behoorde enige tijd tot het geslacht Myuchelys waardoor in de literatuur verschillende wetenschappelijke namen worden gebruikt. De soortaanduiding novaeguineae betekent vrij vertaald 'van Nieuw-Guinea'.
Elseya novaeguineae is nauw verwant aan de soort Myuchelys latisternum en werd vroeger wel als ondersoort gezien.

## Uiterlijke kenmerken
Elseya novaeguineae bereikt een maximale rugschildlengte tot ongeveer 30 centimeter. Het rugschild is ovaal van vorm en enigszins afgeplat, de kiel op het midden van het schild is zeer laag en nauwelijks te zien. Het schild is het breedst aan het midden. De schildpad heeft een lichtere lichaamskleur dan andere Elseya- soorten. De kleur van het schild is bruin tot bijna zwart. Soms komt een nekschild voor dat dan erg klein is. De marginaalschilden aan de zijkanten van het schild zijn relatief smal. Het buikschild heeft een gele kleur met lichtere kleuren aan de naden van de buikschilden. De plastronformule is als volgt: pect >< fem > an > abd > intergul > gul > hum.
De kop is afgeplat en krachtig, de zijkanten van de kop dragen kleine uitsteekseltjes. De bovenzijde van de kop wordt beschermd door een enkele, grote plaat. De kop heeft een donkergrijze kleur, de onderzijde is lichter tot witgeel. Juveniele dieren hebben een bruine schildkleur en hebben nog stekelachtige punten aan de achterzijde van de marginaalschilden evenals een lage kiel op het schild, die echter al na enige tijd verdwijnen.
De wervelschilden zijn breder dan lang, het achterste wervelschild is het kleinst en is breder aan de achterzijde. Mannetjes zijn van vrouwtjes te onderscheiden door een aanmerkelijk langere staart.

## Levenswijze
Elseya novaeguineae is voornamelijk carnivoor en leeft van kleine waterdiertjes. De vrouwtjes zetten ongeveer zes eieren af die worden begraven in de bodem. De eieren hebben een broze schaal en een witte kleur, ze zijn ongeveer 55 millimeter lang en 33 mm breed. De juvenielen zijn 35 tot 48 millimeter lang als ze uit het ei kruipen.

## Verspreiding en habitat
De soort komt voor in delen van Azië en is endemisch in Nieuw-Guinea. Elseya novaeguineae is alleen te vinden in het uiterste westelijk deel op de schiereilanden Vogelkop (Doberai) en Bomberai. De verwante soort Elseya rhodini bewoont het zuidelijke deel van Papoea-Nieuw-Guinea en Elseya schultzei is alleen te vinden in het noordelijke deel van het eiland. De habitat bestaat uit grotere permanente wateren zoals meren en moerassen in kuststreken.

## Beschermingsstatus
Door de internationale natuurbeschermingsorganisatie IUCN is de beschermingsstatus 'veilig' toegewezen (Least Concern of LC).
Een belangrijke bedreiging is de vangst van de dieren door de lokale bevolking om te gebruiken als voedsel.